# Ушакова, Арина Андреевна
Арина Андреевна Ушакова (родилась 18 декабря 1989 года в Перми) — российская фигуристка, выступавшая в парном катании. С Сергеем Каревым она — бронзовый призёр зимней Универсиады 2007, бронзовый призёр чемпионата России 2008 года и участница чемпионата. Мастер спорта России международного класса.

## Карьера
Первым партнёром Арины Ушаковой был Александр Попов. Пара выступала вместе с 2000 года и тренировались они первый сезон — у Людмилы Калининой, а позже — у Валентины и Валерия Тюковых в Перми. После сезона 2004/2005 годов пара распалась.
Затем, Арина Ушакова выступала в дуэте с Сергеем Каревым. Для совместных тренировок она переехала из Перми в Москву. Два первых сезона тренером пары была Нина Мозер, а в 2007 году работать с ними стала Наталья Павлова.
На чемпионате России 2008 года они стали третьими, что позволило им представлять Россию на чемпионате Европы, где они заняли пятое место.
Летом 2008 года пара Ушакова—Карев распалась. Арина попробавала скататься с Жеромом Бланшаром у Олега Васильева, однако новой пары не получилось. В настоящее время работает тренером по фигурному катанию в группе Инны Уткиной.

## Спортивные достижения
С С. Каревым
| Соревнование/Сезон | 2005—06 | 2006—07 | 2007—08 |
| ------------------ | ------- | ------- | ------- |
| Чемпионаты Европы  |         |         | 5       |
| Чемпионаты России  | 7       | 4       | 3       |
| Зимние Универсиады |         | 3       |         |